# Amazonas 4A
Amazonas 4A – komercyjny geostacjonarny satelita telekomunikacyjny hiszpańskiej firmy Hispasat, świadczący usługi Direct-To-Home. Pracuje na pozycji geostacjonarnej 61°W, obsługując kontynent Ameryki Południowej. Wyniesiony wraz z satelitą Astra 5B.
Satelita został zamówiony u producenta, Orbital Sciences Corp. w lipcu 2012 roku, wraz z satelitą Amazonas 4B. Satelity zostały zamówione również z myślą obsługi transmisji związanych Mistrzostwami Świata w Piłce Nożnej 2014 i Igrzyskami Olimpijskimi w 2016 roku. 

## Budowa i działanie
Satelita posiada 24 transponderów pasma Ku. Czas pracy statku przewidziany jest na 15 lat.
Wkrótce po starcie doświadczył usterki układu zasilania, które spowodowało stałe zmniejszenie przepustowości telekomunikacyjnej satelity. Właściciel oświadczył jednak, że usterka satelity nie będzie miała wpływu na jego wyniki finansowe ani na dostępność usług dla klientów.w